# Одоке

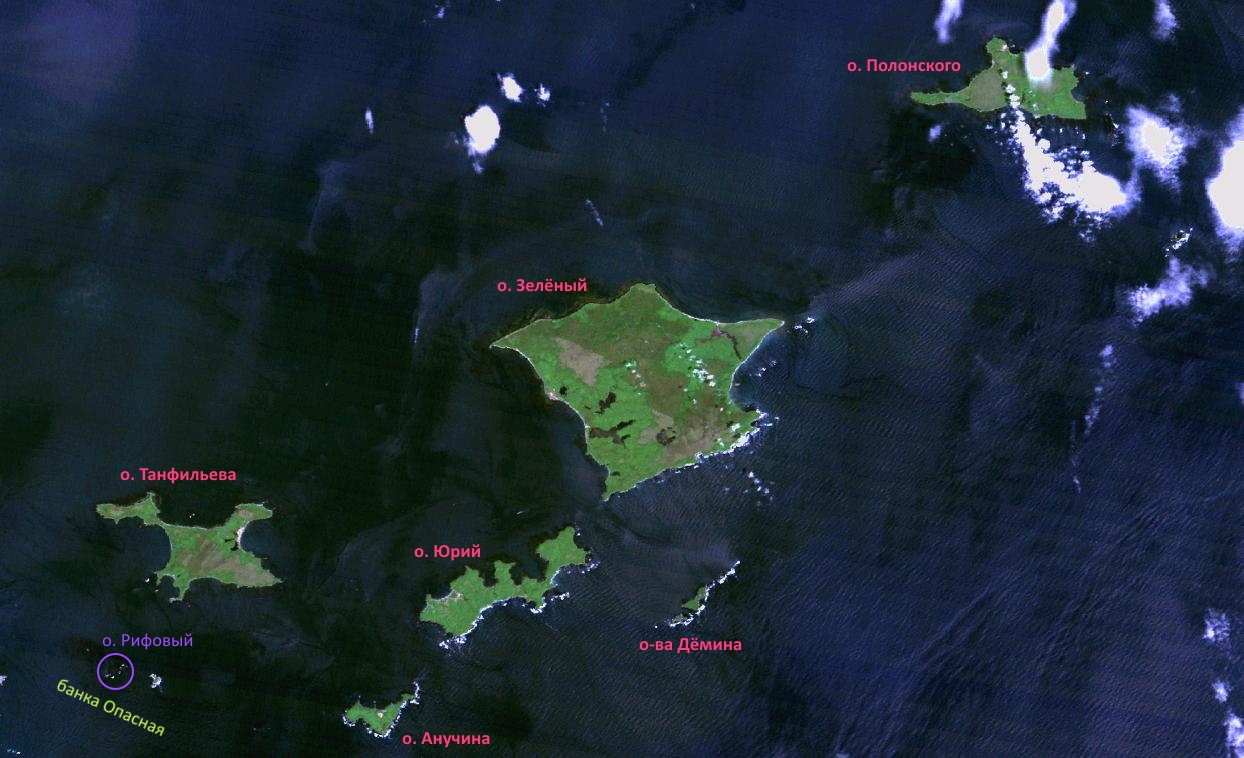
Острів Одоке (Рифовий) на супутниковому знімку західної частини Малої Курильської гряди

Одоке (рос. Рифовый, яп. オドケ島, オドケとう, одоке-дзіма)  — невеликий острів в Радянській протоці Тихого океану в складі Малої Курильської гряди. Розташований на банці Небезпечна між островами Кайґара (1,5 км від рифів) і Моемошірі, в середній частині частково обсихаючого рифу. Висота 3,8 м..

## Історія
Острів Одоке (рос. назва «Рифовый») в 1855—1945 рр. знаходився в складі Японії, з 1945 р. — СРСР (РРФСР). Під час Курильської десантної операції був зайнятий радянськими військами та 1946 р. включений разом зі всіма Курильськими островами до складу Південносахалінської області, яка в 1947 р. об'єдналася з Сахалінською областю.
Острів є спірною територією між Японією та Росією. Японія його включила до складу м. Немуро, префектури Хоккайдо,. З позиції Росії острів входить до Южно-Курильського району Сахалінської області.
Японія не відносить о. Одоке до Курильських островів. Вважаючи цей острів разом з групою о-вів Хабомай продовженням острова Хоккайдо. Існує домовленість, при якій правонаступниця СРСР Росія згодна передати Японії острови Малої Курильської гряди при визнанні останньою російського суверенітету над усіма Курильськими островами (радянско-японська декларація) 1956 року. Проте Японія на неї не погоджується, претендуючи крім цих островів, на Кунашир та Ітуруп.